# Bobrinski (Adelsgeschlecht)

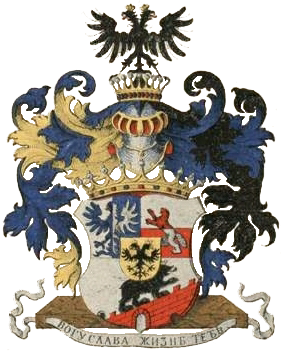
Familienwappen

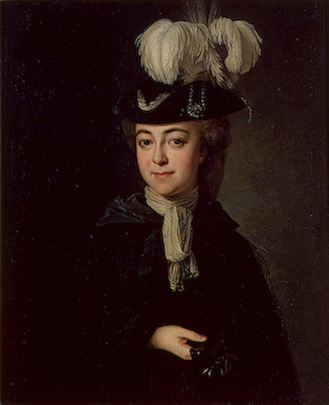
Alexei Grigorjewitsch Bobrinski

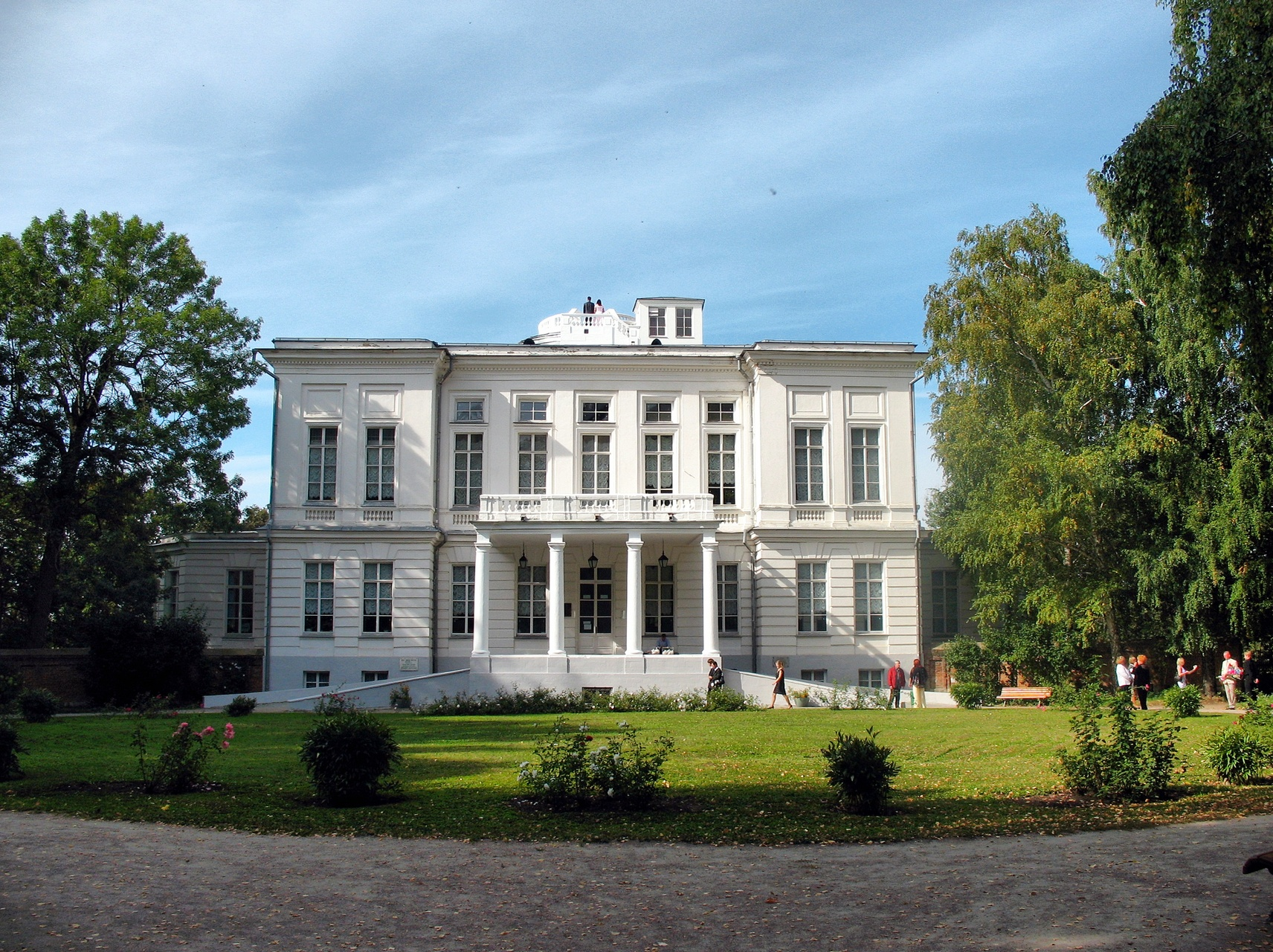
Landgut der Familie in Bogorodizk

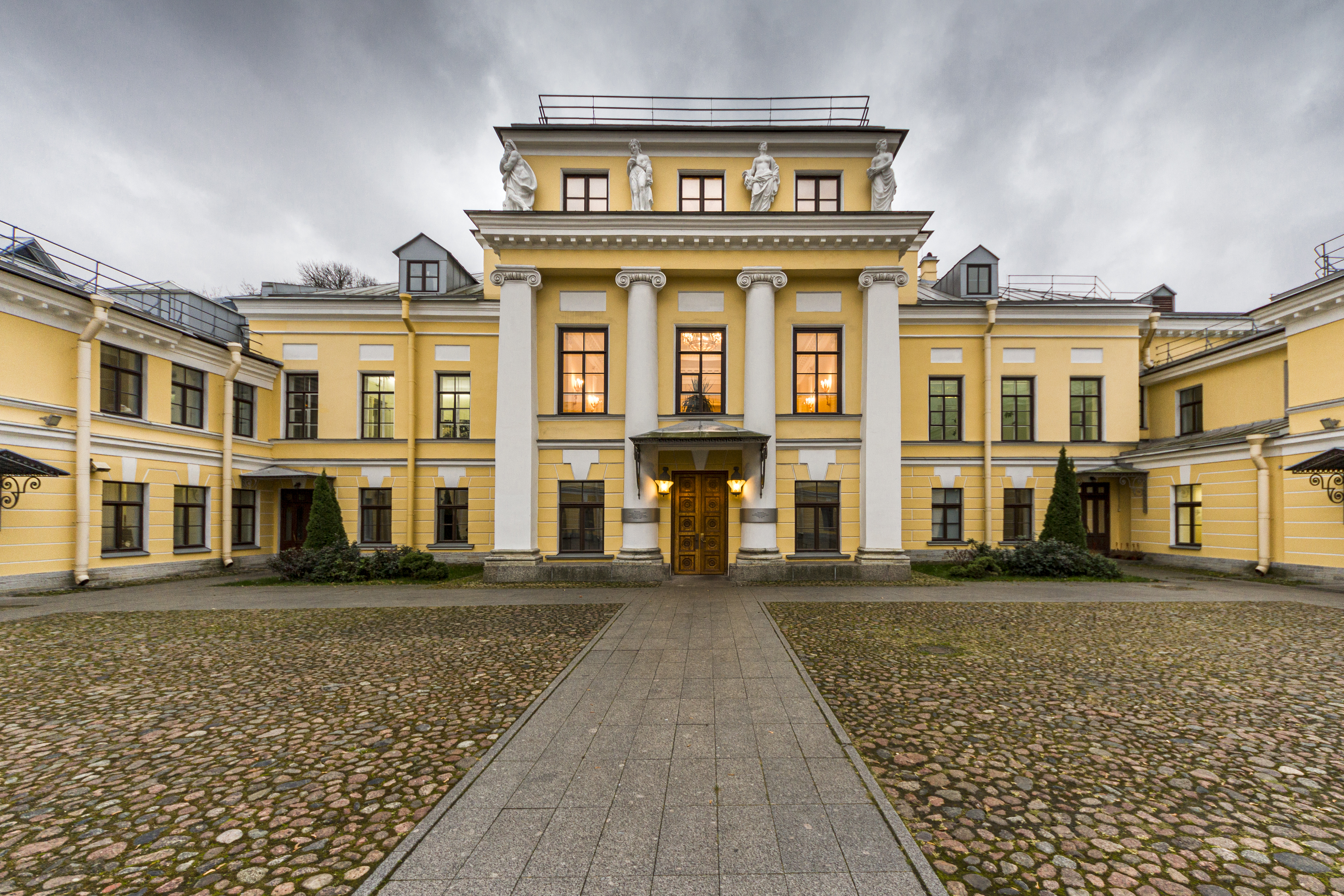
Palais Bobrinski in Sankt Petersburg

Bobrinski, auch Bobrinsky (russisch Бобринские), ist der Name eines russischen gräflichen Adelsgeschlechtes, das auf Alexei Grigorjewitsch Bobrinski, einem illegitimen Sohn der russischen Zarin Katharina II. zurückgeht. In männlicher Linie ist die Familie den Grafen von Orlow entsprungen und besteht gegenwärtig fort.

## Geschichte
Alexei Grigorjewitsch Bobrinski war ein illegitimer Sohn Katharinas II. aus der Verbindung mit Grigori Grigorjewitsch Orlow. Seinen Vornamen erhielt er von seinem Onkel und Taufpaten Alexei Grigorjewitsch Orlow. Zunächst galt das Kind, das den Familiennamen Romanow trug, als Sohn des Zaren. 1773 erhielt er als Besitzer der namensstiftenden Herrschaft Bobriki im Gouvernement Tula den Familiennamen Bobrinski. Bogorodizk beherbergt eine weitläufige Parkanlage mit einem klassizistischen Palais. 1715 entstand dort an Stelle der abgerissenen Befestigungsanlagen ein Gestüt, welches 1773 einem Schloss weichen musste, das von Iwan Starow für den Grafen Bobrinski errichtet wurde. 1786 erwarb Alexei Grigorjewitsch Bobrinski auch das Gut Oberphalen, worauf 1797 die Immatrikulation bei der Livländischen Ritterschaft (Nr. 249) erfolgte. Am 23. November 1796 erhob Paul I. seinen Halbbruder in den erblichen russischen Grafenstand. 1798 machte Zarin Maria Feodorowna ihrem Schwager ein Palais in St. Petersburg zum Geschenk, das er jedoch selten bewohnte. Alexei Grigorjewitsch Bobrinskis Witwe vererbte Oberphalen 1816 an ihre Tochter Maria die mit Fürst Nikolai Gagarin vermählt war. Nach der Oktoberrevolution wurde die Familie enteignet und ging teilweise ins Exil. Das Palais Bobrinski ist heute Teil der Staatlichen Universität Sankt Petersburg.

## Wappen
„In einem quer geteilten Schild, belegt mit goldenen Herzschild, ein gekrönter kaiserlicher (russischer) schwarzer Doppeladler. Die obere Schildhälfte ist wieder gespalten. Sie zeigt im vorderen von Silber und Blau gespaltenen Felde einen Adler (Wappen von Orlow) verwechselter Tinktur. Die hintere Schildeshälfte ist geteilt von Silber und Rot, darin ein aufrechter Biber verwechselter Tinktur. In der unteren silbernen Schildeshälfte klimmt auf den Zinnen ein einer schräg links absteigenden roten Mauer mit goldenen Tor ein gekrönter schwarzer Bär mit Goldhalsband (Wappen von Anhalt). Auf der den Schild bedeckten Grafenkrone ruht ein gräflich gekrönter Helm mit Decken in Blaugold und Schwarzgold, welcher den Adler des Herzschildes wiederholt trägt. Das Schild ruht auf braunen Marmor-Postament, durch dessen zwei Seitenöffnungen ein silbernes Spruchband mit der Devise: ‚Dein Leben für Gottes Ruhm‘ in russischer Sprache und schwarzer Lapidarschrift gezogen ist“.

## Angehörige
- Alexei Grigorjewitsch Bobrinski (1762–1813), russischer Generalmajor
- Alexei Alexejewitsch Bobrinski (1800–1868), russischer Offizier, Kammerherr und Hofstallmeister
- Alexei Alexandrowitsch Bobrinski (1852–1927), russischer Politiker, Archäologe, Anthropologe und Historiker
- Georgi Alexandrowitsch Bobrinski (1863–1928), russischer Generaladjutant und Generalgouverneur
- Sofia Alexejewna Bobrinskaja (1888–1949), verheiratete Fürstin Dolgorukowa, Ärztin und Pilotin
- Nikolai Alexejewitsch Bobrinski (1890–1964), russischer Zoologe